# Clepsimelea phryganeoides
Clepsimelea phryganeoides là một loài bướm đêm trong họ Geometridae.